# Pitatus (hố)
Pitatus là một hố Mặt Trăng cổ đại (hố va chạm) nằm ở rìa phía nam của biển Mare Nubium. Hố được đặt tên theo sau nhà thiên văn học người Ý Pietro Pitati. Tiếp giáp ở vành tây bắc là hố Hesiodus,  cả hai liên hợp với nhau bằng một khe hở hẹp. Về phía nam của hố là hố Wurzelbauer và Gauricus.

## Mô tả
Tường phức hợp của hố Pitatus bị mòn nặng bởi ảnh hưởng của dòng chảy dung nham. Vành thấp nhất nằm ở phía bắc khi dung nham gần như liên kết với biển Mare Nubium. Ở gần giữa là một đỉnh trung tâm thấp nằm lệch về phía tây bắc. Chiều cao của đỉnh này là 0,5 km.
Pitatus là một hố khe nứt, có nghĩa là thềm hố bị ảnh hưởng bởi dung nham ở dưới lòng đất qua các khe nứt. Thềm hố bao gồm các ngọn đồi thấp ở phía đông và hệ thống khe hở có tên là Rimae Pitatus. Nhiều khe hở ấn tượng này lần theo góc cạnh của các lớp tường bên trong, đặc biệt là một nửa phần ở phía bắc và phía đông. Thềm hố cũng có những dấu hiệu còn lại của hệ thống quang thiêu.
Vể phía bắc của Pitatus là vành bị chôn vùi của Pitatus S khi Mare Nubium được hình thành.

## Hố vệ tinh

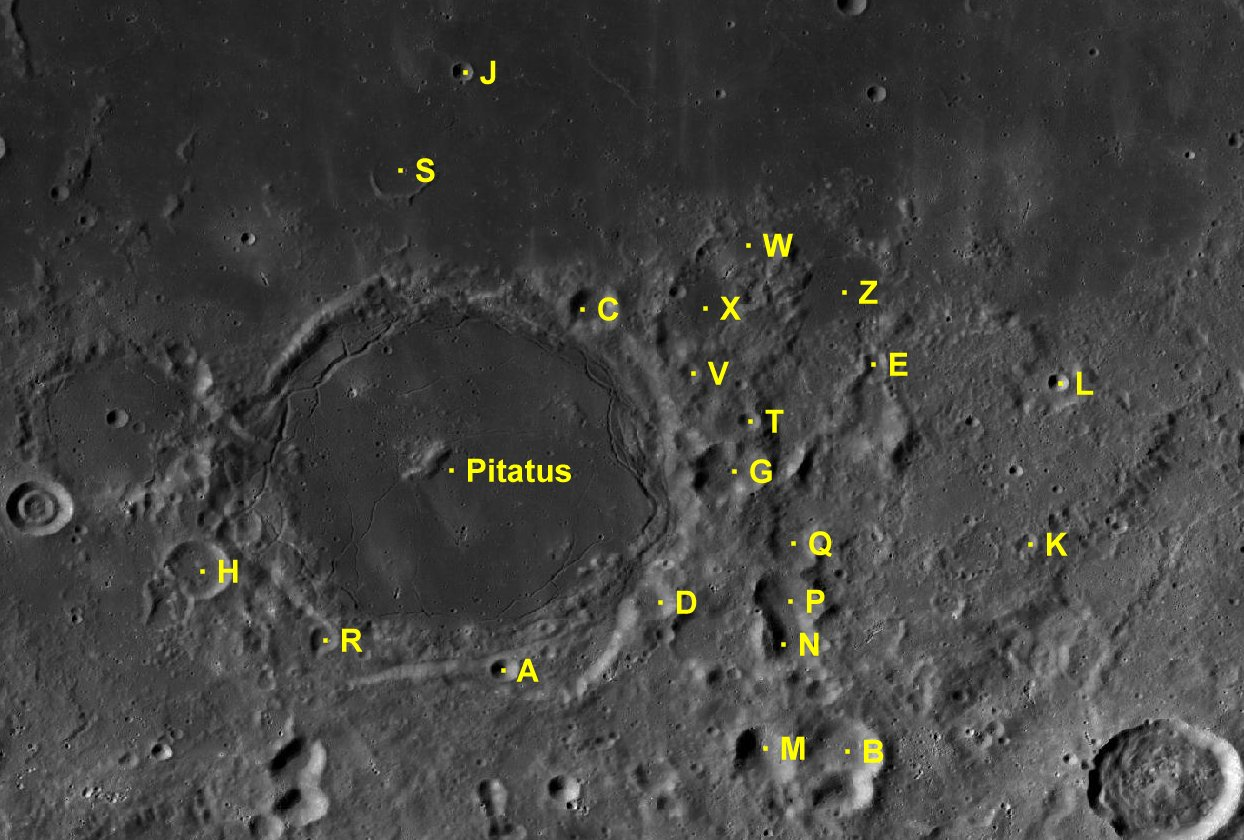
Pitatus và các hố vệ tinh của nó

Theo quy ước, những tính chất này được xác định trên bản đồ bằng cách đặt từng chữ cái là tâm của các hố vệ tinh gần với Pitatus nhất.

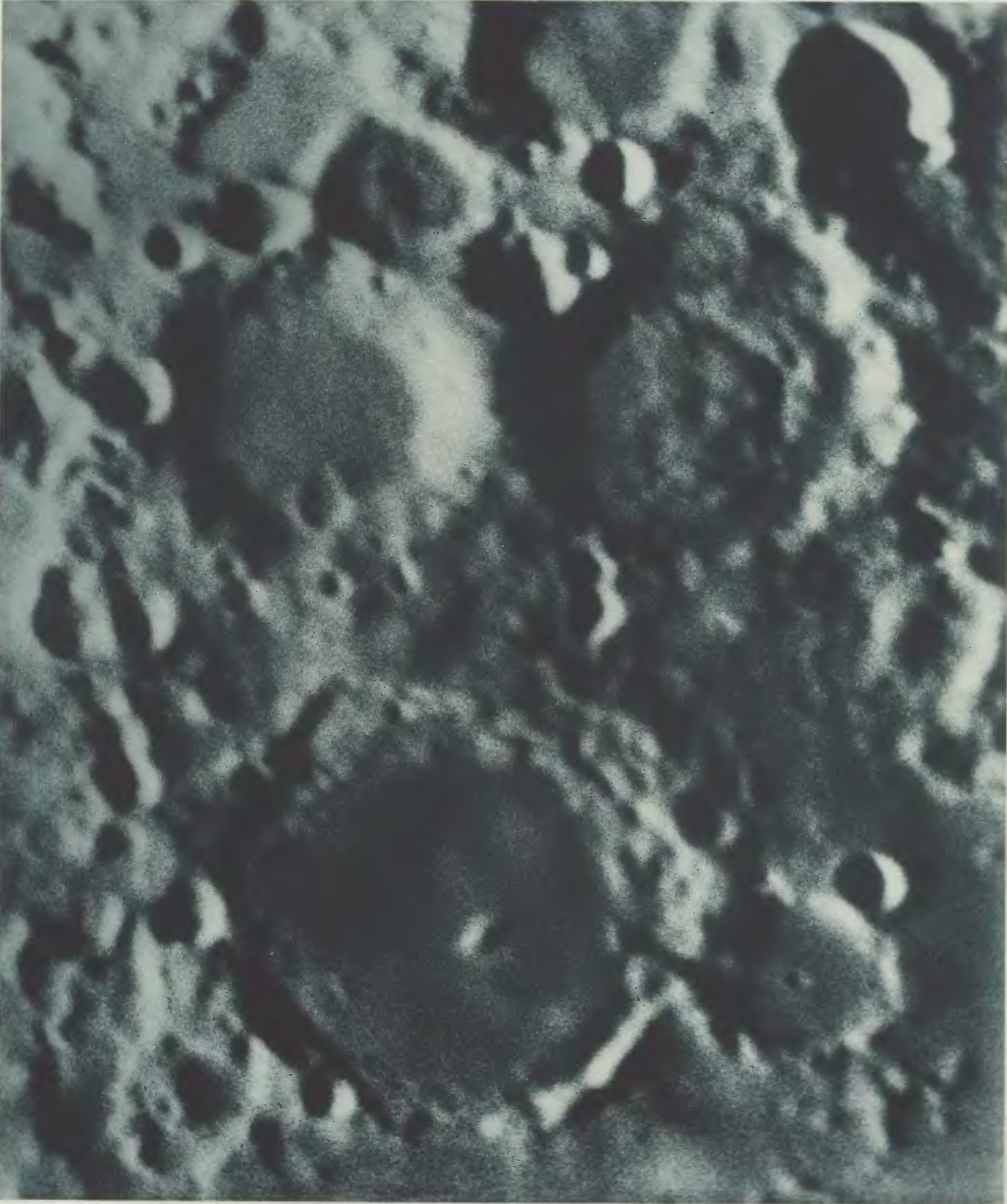
Hố Pitatus trong Lunar Atlas (1898) bởi Ladislaus Weinek.

| Pitatus | Vĩ độ   | Kinh độ | Đường kính |
| ------- | ------- | ------- | ---------- |
| A       | 31.4° N | 13.2° T | 7 km       |
| B       | 32.3° N | 10.4° T | 16 km      |
| C       | 28.4° N | 12.4° T | 12 km      |
| D       | 30.9° N | 12.0° T | 10 km      |
| E       | 28.9° N | 10.1° T | 6 km       |
| G       | 29.8° N | 11.4° T | 18 km      |
| H       | 30.5° N | 15.7° T | 15 km      |
| J       | 26.5° N | 13.5° T | 5 km       |
| K       | 30.4° N | 8.9° T  | 6 km       |
| L       | 29.1° N | 8.6° T  | 5 km       |
| M       | 32.1° N | 11.0° T | 14 km      |
| N       | 31.2° N | 10.9° T | 21 km      |
| P       | 31.0° N | 10.9° T | 16 km      |
| Q       | 30.5° N | 10.8° T | 12 km      |
| R       | 31.1° N | 14.6° T | 7 km       |
| S       | 27.3° N | 14.0° T | 12 km      |
| T       | 29.4° N | 11.2° T | 5 km       |
| V       | 28.9° N | 11.7° T | 5 km       |
| W       | 27.9° N | 11.2° T | 13 km      |
| X       | 28.4° N | 11.6° T | 19 km      |
| Z       | 28.3° N | 10.3° T | 25 km      |